# (400673) Vitapolunina
(400673) Vitapolunina est un astéroïde de la ceinture principale.

## Description
(400673) Vitapolunina est un astéroïde de la ceinture principale. Il fut découvert le 24 juillet 2009 à Zelenchukskaya Station par Timour Valerievitch Kriatchko. Il présente une orbite caractérisée par un demi-grand axe de 3,02 UA, une excentricité de 0,27 et une inclinaison de 6,3° par rapport à l'écliptique.